# محمد رجب (ممثل)
محمد رجب (27 مايو 1975-) ممثل مصري.

## حياته
هو شقيق الفنان عمرو رجب درس في مدرسة الطلائع الإعدادية ثم التحق بالمدرسة الثانوية العسكرية في الجيزة، أراد دخول كلية الشرطة لكنه التحق بكلية الإعلام رغم رغبة عائلته الإلتحاق بكلية الفنون الجميلة

### حياته الأسرية
تزوج من الفنانة التشكلية السعودية «غدير» عام 2009 رزق منها بابنه الوحيد «يوسف» لكنهما انفصلا عام 2014

## مشواره المهني
انطلاقته الفنية كانت عام 1995 في التلفزيون المصري كمساعد مخرج للمخرج طارق العريان ثم قدمه المخرج يحيى العلمي للمشاركة في مسلسل “الزيني بركات”، انطلاقته الفعلية كانت من خلال أول بطولة له في فيلم “ثمن دستة أشرار عام 2006

## أعماله

### الأفلام
| سنة الإنتاج | الفيلم             | الدور                        |
| ----------- | ------------------ | ---------------------------- |
| 1997        | المصير             | الجاني                       |
| 2000        | عمر 2000           | حركة                         |
| 2001        | مذكرات مراهقة      | هيثم                         |
| 2001        | حرامية في كي جي تو | فكري                         |
| 2003        | إزاي البنات تحبك   | وليد                         |
| 2004        | كان يوم حبك        | عادل                         |
| 2004        | الباشا تلميذ       | طارق كابو                    |
| 2005        | ملاكي إسكندرية     | معتز حسين نصحي               |
| 2005        | حمادة يلعب         | فؤاد فوكاس                   |
| 2005        | إنت عمري           | رامي يوسف القاضي             |
| 2006        | ثمن دستة اشرار     | مايو                         |
| 2008        | كلاشنكوف           | خالد دياب                    |
| 2008        | المش مهندس حسن     | حسن                          |
| 2010        | محترم إلا ربع      | هشام نور الدين               |
| 2018        | الحفلة             | فاروق عبد الكريم             |
| 2014        | سالم أبو أخته      | سالم أبو أخته                |
| 2015        | الخلبوص            | يوسف                         |
| 2016        | صابر جوجل          | صابر علي الطماني "صابر جوجل" |
| 2017        | يا تهدي يا تعدي    | الشيخ خيري                   |
| 2018        | بيكيا              | مصطفى السبيلي / بركات        |

### المسلسلات
| سنة الإنتاج | اسم المسلسل        | الدور           |
| ----------- | ------------------ | --------------- |
| 1995        | الزيني بركات       |                 |
| 1997        | عندما تضحك الأوتار |                 |
| 2003        | البنات             | جمال            |
| 2004        | لقاء على الهواء    | رامي أسعد الديب |
| 2009        | أدهم الشرقاوي      | أدهم الشرقاوي   |
| 2015        | وش تاني            | أحمد عدوية      |
| 2019        | علامة استفهام      | نوح الشواف      |
| 2020        | ضربة معلم          | جابر            |
| 2020        | الأخ الكبير        | حربي            |
| 2020        | الاختيار           | الضابط طارق     |
| 2021        | الاختيار 2         | رجل مخابرات     |
| 2022        | الونش              |                 |
| 2025        | الحلانجي           |                 |

### المسلسلات الإذاعية
| سنة الإنتاج | اسم المسلسل   | الدور |
| ----------- | ------------- | ----- |
| 2008        | برازيل يا هوا |       |

### التأليف
- 2010: محترم إلا ربع (الرواية) مممثل
- 2016: صابر جوجل (مؤلف)

### الإخراج
- 2001: السلم والثعبان (مساعد مخرج)

## جوائز
- مصر: جائزة عن دوره في فيلم “ثمن دستة أشرار” 2006[4]
- مصر: تكريم في مهرجان الفضائيات العربية عن دوره “أدهم الشرقاوي” عام 2010.[4]

## روابط خارجية
- محمد رجب على موقع IMDb (الإنجليزية)
- محمد رجب على موقع قاعدة بيانات الأفلام العربية
- محمد رجب على موقع قاعدة بيانات الفيلم (الإنجليزية)